# Phare de Monopoli
Le phare de Monopoli (en italien : Faro di Monopoli) est un phare situé sur le brise-lames du port de Monopoli, dans la région des Pouilles en Italie. Il est géré par la Marina Militare.

## Histoire
Ce phare a été construit en 1878 par des autorités portuaires locales et transféré au contrôle de la Marina Militare en 1911. Il est localisé) à la fin de Molo Margherita, le brise-lames du côté sud de l'entrée au port de Monopoli. Il est automatisé et alimenté par des panneaux photovoltaïques.

## Description
Le phare  est une tour hexagonale en maçonnerie de 14 m de haut, avec galerie et lanterne. Le phare est peint en bandes horizontales rouges et blanches en blanc et le dôme de la lanterne est gris métallique. Il émet, à une hauteur focale de 15 m, un éclat rouge toutes les 3 secondes. Sa portée est de 8 milles nautiques (environ 15 km).
Identifiant : ARLHS : ITA-232 ; EF-3692 - Amirauté : E2224 - NGA : 10868 .

## Caractéristiques dufeu maritime
Fréquence : 3 s (R)
- Lumière : 1 seconde
- Obscurité : 2 secondes

|          |
| Monopoli |

### Lien connexe
- Liste des phares de l'Italie